# La Martre
La Martre là một xã thuộc tỉnh Var trong vùng Provence-Alpes-Côte d’Azur, Pháp. Xã này có diện tích 20,37 km², dân số năm 2006 là 160 người. Xã này nằm ở khu vực có độ cao trung bình 997 mét trên mực nước biển.

## Biến động dân số
| 1962                                         | 1968 | 1975 | 1982 | 1990 | 1999 | 2006 |
| -------------------------------------------- | ---- | ---- | ---- | ---- | ---- | ---- |
| 26                                           | 46   | 51   | 61   | 85   | 133  | 160  |
| Số liệu từ năm 1962, dân số không tính trùng |      |      |      |      |      |      |